# Brigid Bazlen
Pour les articles homonymes, voir Bazlen.
Brigid Bazlen était une actrice américaine, née le 9 juin 1944 à Fond du Lac (Wisconsin), et morte le 25 mai 1989 à Seattle. 

## Biographie
Elle n'a tourné que trois films hollywoodiens, Branle-bas au casino, Le Roi des Rois, et La Conquête de l'Ouest, qui ont tous été très remarqués au début des années 1960. Au terme de son contrat avec la MGM, elle s'éloigne du cinéma pour épouser le chanteur français Jean-Paul Vignon. Par la suite, après son divorce, elle revient au métier d'actrice, d'abord en jouant au théâtre puis en tenant un rôle dans une saison du soap opera Des jours et des vies. En 1972, elle se retire définitivement du monde du spectacle.  Elle meurt d'un cancer à l'âge de 44 ans.

## Filmographie

### Cinéma
- 1961 : Branle-bas au casino (The Honeymoon Machine) de Richard Thorpe : Julie Fitch
- 1961 : Le Roi des rois (King of Kings) de Nicholas Ray : Salomé
- 1962 : La Conquête de l'Ouest (How the West was won) de Henry Hathaway, John Ford et George Marshall : Dora Hawkins

### Télévision
- 1955 : Hawkins Falls, Population 6200 (série) : Nellie Corey
- 1959 : Too Young to Go Steady : Pam Blake
- 1972 : Des jours et des vies : Mary Anderson #1
- 1972 : Bright Promise : Nurse Radford